# Мокра Рокитна
Мокра Роки́тна — село в Україні, у складі Нововодолазької громади Харківського району Харківської області. Колишній (до 2020) орган місцевого самоврядування — Рокитненська сільська рада.
Населення становить 205 осіб.

## Географія
Село Мокра Рокитна знаходиться на відстані до 2 км від сіл Одринка, Кут і Бистре (Харківський район). По селу протікають річка Мокра Рокитна і пересихаючий струмок з загатами. До села примикають кілька лісових масивів (дуб).

## Населення

### Мова
Розподіл населення за рідною мовою за даними перепису 2001 року:
| Мова            | Кількість | Відсоток |
| --------------- | --------- | -------- |
| українська      | 176       | 85.85%   |
| російська       | 24        | 11.71%   |
| вірменська      | 1         | 0.49%    |
| інші/не вказали | 4         | 1.95%    |
| Усього          | 205       | 100%     |

## Історія
За даними на 1864 рік на казенному хуторі Огульчанської волості Валківського повіту мешкало 172 особи (81 чоловічої статі та 91 — жіночої), налічувалось 18 дворових господарств.
12 червня 2020 року, розпорядженням Кабінету Міністрів України № 725-р «Про визначення адміністративних центрів та затвердження територій територіальних громад Харківської області», увійшло до складу Нововодолазької селищної громади.
19 липня 2020 року, в результаті адміністративно-територіальної реформи та ліквідації Нововодолазького району, село увійшло до складу новоутвореного Харківського району.